# 19.ª etapa del Tour de Francia 2020
La 19.ª etapa del Tour de Francia 2020 tuvo lugar el 18 de septiembre de 2020 entre Bourg-en-Bresse y Champagnole sobre un recorrido de 166,5 km y fue ganada en solitario, como ya hiciera en la 14.ª etapa, por el danés Søren Kragh Andersen del equipo Sunweb. El esloveno Primož Roglič mantuvo el maillot amarillo antes de la contrarreloj.

## Clasificación de la etapa
| \| Clasificación de la etapa \| Clasificación de la etapa \| Clasificación de la etapa \| Clasificación de la etapa \| Clasificación de la etapa \| \| Ciclista \| Ciclista \| Equipo \| Tiempo \| \| \| ------------------------- \| ------------------------- \| ------------------------- \| ------------------------- \| ------------------------- \| \| 1.º \| Søren Kragh Andersen \| Team Sunweb \| 3 h 36 min 33 s \| \| \| 2.º \| Luka Mezgec \| Mitchelton-Scott \| + 53 s \| \| \| 3.º \| Jasper Stuyven \| Trek-Segafredo \| + 53 s \| \| \| 4.º \| Greg Van Avermaet \| CCC Team \| + 53 s \| \| \| 5.º \| Oliver Naesen \| AG2R La Mondiale \| + 53 s \| \| \| 6.º \| Nikias Arndt \| Team Sunweb \| + 53 s \| \| \| 7.º \| Luke Rowe \| Ineos Grenadiers \| + 59 s \| \| \| 8.º \| Sam Bennett \| Deceuninck-Quick Step \| + 1 min 02 s \| \| \| 9.º \| Peter Sagan \| Bora-Hansgrohe \| + 1 min 02 s \| \| \| 10.º \| Matteo Trentin \| CCC Team \| + 1 min 02 s \| \| |                      |                       |                 |
| |                      |                       |                 |
| Fuente: ProCyclingStats |                      |                       |                 |
| Clasificación de la etapa |                      |                       |                 |
| Ciclista | Ciclista             | Equipo                | Tiempo          |
| 1.º | Søren Kragh Andersen | Team Sunweb           | 3 h 36 min 33 s |
| 2.º | Luka Mezgec          | Mitchelton-Scott      | + 53 s          |
| 3.º | Jasper Stuyven       | Trek-Segafredo        | + 53 s          |
| 4.º | Greg Van Avermaet    | CCC Team              | + 53 s          |
| 5.º | Oliver Naesen        | AG2R La Mondiale      | + 53 s          |
| 6.º | Nikias Arndt         | Team Sunweb           | + 53 s          |
| 7.º | Luke Rowe            | Ineos Grenadiers      | + 59 s          |
| 8.º | Sam Bennett          | Deceuninck-Quick Step | + 1 min 02 s    |
| 9.º | Peter Sagan          | Bora-Hansgrohe        | + 1 min 02 s    |
| 10.º | Matteo Trentin       | CCC Team              | + 1 min 02 s    |

## Clasificaciones al final de la etapa

### Clasificación general(Maillot Jaune)
| \| Clasificación general \| Clasificación general \| Clasificación general \| Clasificación general \| Clasificación general \| \| Ciclista \| Ciclista \| Equipo \| Tiempo \| \| \| --------------------- \| --------------------- \| --------------------- \| --------------------- \| --------------------- \| \| 1.º \| Primož Roglič \| Jumbo-Visma \| 83 h 29 min 41 s \| \| \| 2.º \| Tadej Pogačar \| UAE Team Emirates \| + 57 s \| \| \| 3.º \| Miguel Ángel López \| Astana \| + 1 min 27 s \| \| \| 4.º \| Richie Porte \| Trek-Segafredo \| + 3 min 06 s \| \| \| 5.º \| Mikel Landa \| Bahrain McLaren \| + 3 min 28 s \| \| \| 6.º \| Enric Mas \| Movistar Team \| + 4 min 19 s \| \| \| 7.º \| Adam Yates \| Mitchelton-Scott \| + 5 min 55 s \| \| \| 8.º \| Rigoberto Urán \| EF Pro Cycling \| + 6 min 05 s \| \| \| 9.º \| Tom Dumoulin \| Jumbo-Visma \| + 7 min 24 s \| \| \| 10.º \| Alejandro Valverde \| Movistar Team \| + 12 min 12 s \| \| |                    |                   |                  |
| |                    |                   |                  |
| Fuente: ProCyclingStats |                    |                   |                  |
| Clasificación general |                    |                   |                  |
| Ciclista | Ciclista           | Equipo            | Tiempo           |
| 1.º | Primož Roglič      | Jumbo-Visma       | 83 h 29 min 41 s |
| 2.º | Tadej Pogačar      | UAE Team Emirates | + 57 s           |
| 3.º | Miguel Ángel López | Astana            | + 1 min 27 s     |
| 4.º | Richie Porte       | Trek-Segafredo    | + 3 min 06 s     |
| 5.º | Mikel Landa        | Bahrain McLaren   | + 3 min 28 s     |
| 6.º | Enric Mas          | Movistar Team     | + 4 min 19 s     |
| 7.º | Adam Yates         | Mitchelton-Scott  | + 5 min 55 s     |
| 8.º | Rigoberto Urán     | EF Pro Cycling    | + 6 min 05 s     |
| 9.º | Tom Dumoulin       | Jumbo-Visma       | + 7 min 24 s     |
| 10.º | Alejandro Valverde | Movistar Team     | + 12 min 12 s    |

### Clasificación por puntos(Maillot Vert)
| Clasificación por puntos | Clasificación por puntos | Clasificación por puntos         | Clasificación por puntos | Clasificación por puntos |
| Ciclista                 | Ciclista                 | Equipo                           | Puntos                   |                          |
| ------------------------ | ------------------------ | -------------------------------- | ------------------------ | ------------------------ |
| 1.º                      | Sam Bennett              | Deceuninck-Quick Step            | 319 pts                  |                          |
| 2.º                      | Peter Sagan              | Bora-Hansgrohe                   | 264 pts                  |                          |
| 3.º                      | Matteo Trentin           | CCC Team                         | 250 pts                  |                          |
| 4.º                      | Bryan Coquard            | B&B Hotels-Vital Concept p/b KTM | 173 pts                  |                          |
| 5.º                      | Caleb Ewan               | Lotto-Soudal                     | 158 pts                  |                          |
| 6.º                      | Julian Alaphilippe       | Deceuninck-Quick Step            | 150 pts                  |                          |
| 7.º                      | Wout van Aert            | Jumbo-Visma                      | 147 pts                  |                          |
| 8.º                      | Søren Kragh Andersen     | Team Sunweb                      | 138 pts                  |                          |
| 9.º                      | Michael Mørkøv           | Deceuninck-Quick Step            | 129 pts                  |                          |
| 10.º                     | Tadej Pogačar            | UAE Team Emirates                | 123 pts                  |                          |

### Clasificación de la montaña(Maillot à Pois Rouges)
| Clasificación de la montaña | Clasificación de la montaña | Clasificación de la montaña      | Clasificación de la montaña | Clasificación de la montaña |
| Ciclista                    | Ciclista                    | Equipo                           | Puntos                      |                             |
| --------------------------- | --------------------------- | -------------------------------- | --------------------------- | --------------------------- |
| 1.º                         | Richard Carapaz             | Ineos Grenadiers                 | 74 pts                      |                             |
| 2.º                         | Tadej Pogačar               | UAE Team Emirates                | 72 pts                      |                             |
| 3.º                         | Primož Roglič               | Jumbo-Visma                      | 67 pts                      |                             |
| 4.º                         | Marc Hirschi                | Team Sunweb                      | 62 pts                      |                             |
| 5.º                         | Miguel Ángel López          | Astana                           | 51 pts                      |                             |
| 6.º                         | Benoît Cosnefroy            | AG2R La Mondiale                 | 36 pts                      |                             |
| 7.º                         | Pierre Rolland              | B&B Hotels-Vital Concept p/b KTM | 36 pts                      |                             |
| 8.º                         | Nans Peters                 | AG2R La Mondiale                 | 32 pts                      |                             |
| 9.º                         | Richie Porte                | Trek-Segafredo                   | 28 pts                      |                             |
| 10.º                        | Lennard Kämna               | Bora-Hansgrohe                   | 27 pts                      |                             |

### Clasificación del mejor joven(Maillot Blanc)
| Clasificación del mejor joven | Clasificación del mejor joven | Clasificación del mejor joven | Clasificación del mejor joven | Clasificación del mejor joven |
| Ciclista                      | Ciclista                      | Equipo                        | Tiempo                        |                               |
| ----------------------------- | ----------------------------- | ----------------------------- | ----------------------------- | ----------------------------- |
| 1.º                           | Tadej Pogačar                 | UAE Team Emirates             | 83 h 30 min 38 s              |                               |
| 2.º                           | Enric Mas                     | Movistar Team                 | + 3 min 22 s                  |                               |
| 3.º                           | Valentin Madouas              | Groupama-FDJ                  | + 1 h 35 min 35 s             |                               |
| 4.º                           | Daniel Felipe Martínez        | EF Pro Cycling                | + 1 h 51 min 32 s             |                               |
| 5.º                           | Lennard Kämna                 | Bora-Hansgrohe                | + 2 h 10 min 21 s             |                               |
| 6.º                           | Harold Tejada                 | Astana                        | + 2 h 29 min 13 s             |                               |
| 7.º                           | Niklas Eg                     | Trek-Segafredo                | + 2 h 42 min 01 s             |                               |
| 8.º                           | Marc Hirschi                  | Team Sunweb                   | + 2 h 43 min 00 s             |                               |
| 9.º                           | Neilson Powless               | EF Pro Cycling                | + 2 h 56 min 52 s             |                               |
| 10.º                          | Pavel Sivakov                 | Ineos Grenadiers              | + 4 h 06 min 17 s             |                               |

### Clasificación por equipos(Classement par Équipe)
| Clasificación por equipos | Clasificación por equipos | Clasificación por equipos | Clasificación por equipos |
| Equipo                    | Equipo                    | Tiempo                    |                           |
| ------------------------- | ------------------------- | ------------------------- | ------------------------- |
| 1.º                       | Movistar Team             | 250 h 35 min 44 s         |                           |
| 2.º                       | Jumbo-Visma               | + 24 min 36 s             |                           |
| 3.º                       | Bahrain McLaren           | + 58 min 47 s             |                           |
| 4.º                       | EF Pro Cycling            | + 1 h 15 min 27 s         |                           |
| 5.º                       | Ineos Grenadiers          | + 1 h 19 min 38 s         |                           |
| 6.º                       | Trek-Segafredo            | + 1 h 32 min 43 s         |                           |
| 7.º                       | Astana                    | + 1 h 39 min 58 s         |                           |
| 8.º                       | AG2R La Mondiale          | + 2 h 46 min 56 s         |                           |
| 9.º                       | UAE Team Emirates         | + 3 h 10 min 46 s         |                           |
| 10.º                      | Mitchelton-Scott          | + 3 h 19 min 13 s         |                           |

## Abandonos
- Jonathan Castroviejo no tomó la salida.[2]
- Michael Gogl no tomó la salida.[2]
- Lukas Pöstlberger por la picadura de una abeja durante la etapa.[2]